# 하이드록시퀴놀
하이드록시퀴놀(영어: hydroxyquinol)은 화학식이 C6H3(OH)3인 유기 화합물로, 트라이하이드록시벤젠의 세 가지 이성질체들 중 하나이다. 물에 용해되는 무색의 고체이며 공기와 반응하여 검은색의 불용성 고체를 생성한다.

## 생성
하이드록시퀴놀은 파라퀴논을 아세트산 무수물로 아세틸화한 후 트라이아세테이트를 가수분해하여 산업적으로 제조된다.
역사적으로 하이드록시퀴놀은 하이드로퀴논에 수산화 칼륨을 처리하여 제조하였다. 하이드록시퀴놀은 과당을 탈수하여 제조할 수 있다.
C6H12O6   →   3 H2O + C6H6O3

## 자연적인 생성
하이드록시퀴놀은 많은 방향족 화합물의 생분해에서 일반적인 중간생성물이다. 이러한 기질에는 모노클로로페놀, 다이클로로페놀 및 살충제인 2,4,5-트라이클로로페녹시아세트산과 같은 더 복잡한 화학종들이 포함된다. 하이드록시퀴놀은 일반적으로 식물에서 발견되는 천연 페놀인 카테킨의 생분해 산물로(예: 토양 세균인 브라디리조비움 자포니쿰(Bradyrhizobium japonicum)) 자연에서 생성된다. 하이드록시퀴놀은 또한 일부 생물체의 대사 산물이다. 예를 들어 하이드록시퀴놀 1,2-이산소화효소는 하이드록시퀴놀과 산소를 기질로 사용하여 3-하이드록시-시스,시스-뮤콘산을 생성한다.

## 같이 보기
- 하이드록시퀴논
- 하이드로퀴논